# Верхняя Биянка
Верхняя Биянка — река в России, протекает по Челябинской области. Устье реки находится в 14 км по левому берегу реки Миньяр. Длина реки составляет 28 км.

## Данные водного реестра
По данным государственного водного реестра России относится к Камскому бассейновому округу, водохозяйственный участок реки — Сим от истока и до устья, речной подбассейн реки — Белая. Речной бассейн реки — Кама.
Код объекта в государственном водном реестре — 10010200612111100019126.